# Laudetur Jesus Christus
Laudetur Jesus Christus, česky Pochválen buď (Pán) Ježíš Kristus, je tradiční římskokatolický pozdrav, běžně používaný mezi příslušníky řeholních řádů, obzvláště v některých zemích. Ve zkrácené verzi se používá též jen Chvála Kristu. Typická odpověď zní „In sæcula! Amen“ nebo „(Nunc et) in aeternum! Amen“ („(Až) na věky! Amen“). Misionáři obláti Panny Marie Neposkvrněné ovšem odpovídají „Et Maria Immaculata“ („A Marie neposkvrněná"). Tato věta je rovněž mottem Vatikánského rozhlasu. Někdy se řadí mezi základní katolické modlitby.

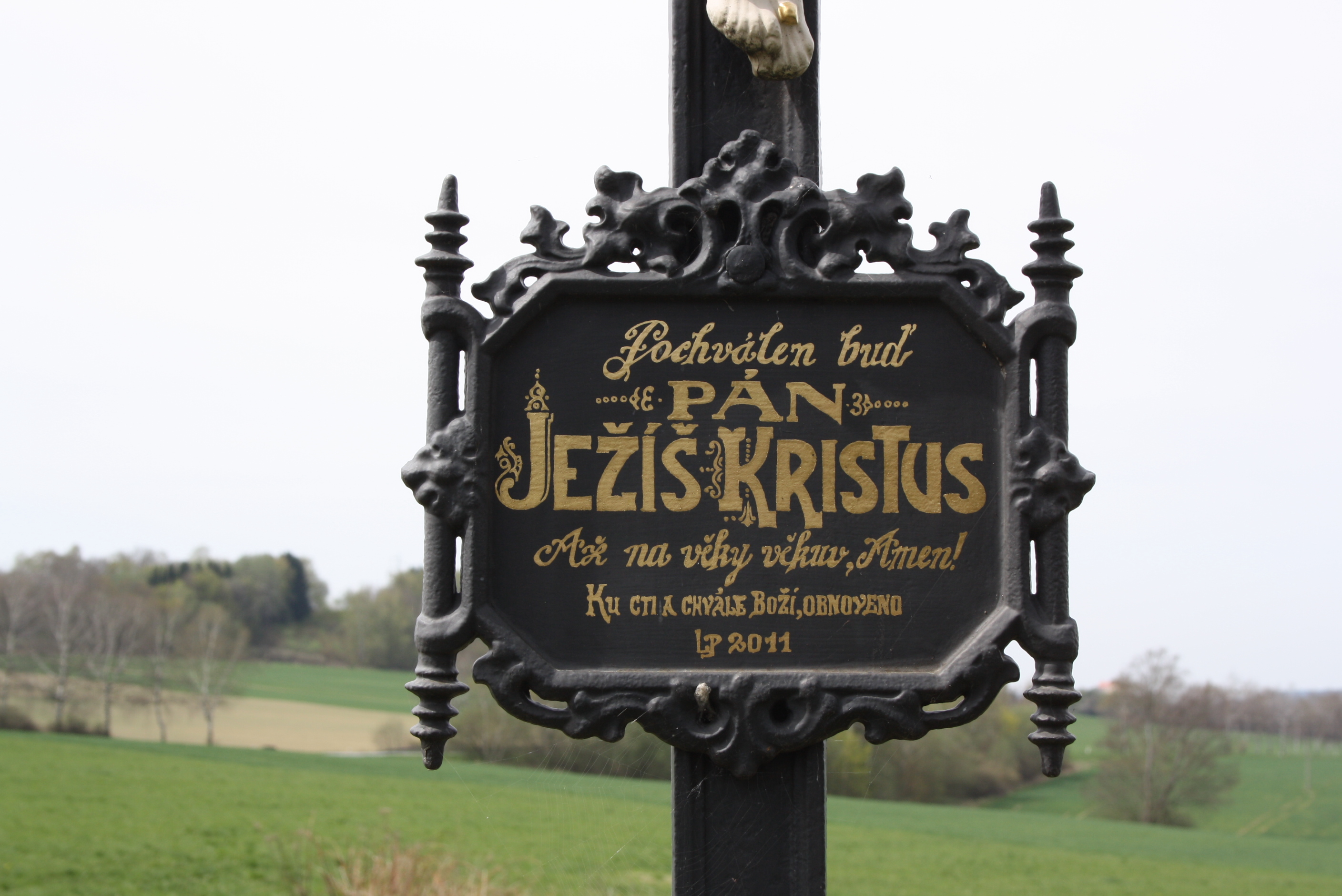
Nápis „Pochválen buď Pán Ježíš Kristus“ na kříži v obci Zlátenka

V českých zemích se o rozšíření tohoto pozdravu zasloužil již na začátku 18. století litoměřický biskup Jan Adam Vratislav z Mitrovic, jehož hluboká zbožnost vedla k rozšíření tohoto pozdravu po celé jeho diecézi; pro ty, kdo ho budou užívat ke zdravení, dokonce vymohl u papeže odpustky. Jako součásti tradičního katolicismu si ho povšiml v polovině 20. století i rakouský kněz narozený v Olomouci, Pius Parsch:
„Kristovo lidství se nám přibližuje v osobě kněze. Katolický lid udržuje tento zvyk: ‚Pochválen buď Ježíš Kristus,‘ říkají, kdykoliv přichází kněz.“
Tento pozdrav je oblíbený rovněž v dalších křesťanských denominacích, mj. mezi luterány a dalšími protestanty, stejně jako ve východním křesťanství.[zdroj?]